# Alexey Lutsenko
Alexey Lutsenko (Petropavl, 7 de setembro de 1992) é um ciclista cazaque. Atualmente corre para a equipa UCI ProTeam de seu país o Astana.
Seu maior sucesso chegou em 2017, ao vencer numa etapa da Volta a Espanha, a finalizada em Alcossebre, graças a uma fuga.

## Palmarés
2012
- 2º no Campeonato do Cazaquistão Contrarrelógio
- 2º no Campeonato do Cazaquistão em Estrada
- 1 etapa do Giro do Vale de Aosta
- 1 etapa do Tour do Porvenir
- 1 etapa do Tour de Bulgária
- Campeonato do Mundo em Estrada sub-23

2014
- 1 etapa da Volta a Dinamarca
- Tour de Almaty

2015
- 1 etapa da Volta a Suíça
- Campeonato do Cazaquistão Contrarrelógio
- Tour de Almaty

2016
- 1 etapa da Paris-Nice
- Tour de Almaty
- Tour de Hainan, mais 1 etapa

2017
- 1 etapa da Volta a Espanha
- Tour de Almaty, mais 1 etapa

2018
- Tour de Omã
- 1 etapa da Volta à Turquia
- Campeonato do Cazaquistão em Estrada

2019
- Tour de Omã, mais 3 etapas
- 1 etapa da Tirreno-Adriático
- Campeonato do Cazaquistão Contrarrelógio
- Campeonato do Cazaquistão em Estrada
- Arctic Race da Noruega
- Coppa Sabatini
- Memorial Marco Pantani

2020
- 1 etapa da Tour de France

2021
- 1 etapa da Critério do Dauphiné
- Coppa Agostoni

## Resultados nas Grandes Voltas e Campeonatos do Mundo
Durante sua carreira desportiva tem conseguido os seguintes postos nas Grandes Voltas e nos Campeonatos do Mundo:
| Corrida            | 2012 | 2013 | 2014 | 2015 | 2016 | 2017 | 2018 | 2019 | 2020 | 2021 |
| ------------------ | ---- | ---- | ---- | ---- | ---- | ---- | ---- | ---- | ---- | ---- |
| Giro de Itália     | -    | -    | -    | -    | -    | -    | 87°  | -    | -    | -    |
| Tour de France     | -    | Ab.  | -    | -    | 62º  | 71º  | -    | 19°  | 46°  | 7°   |
| Volta a Espanha    | -    | -    | 100º | -    | -    | 75º  | -    | -    | -    | -    |
| Mundial em Estrada | -    | Ab.  | -    | 63º  | Ab.  | 9º   | 36°  | Ab.  | -    | -    |

-: não participa 

Ab.: abandono